# Boucles de la Mayenne 2021
Els Boucles de la Mayenne 2021 fou la 46a edició dels Boucles de la Mayenne. La cursa es disputà entre el 27 i el 30 de maig de 2021, amb un recorregut de 711 km repartits entre un quatre etapes. La cursa formava part de l'UCI ProSeries 2021, en la categoria 2.Pro.
El vencedor final fou el francès Arnaud Démare (Groupama-FDJ), vencedor de tres de les quatre etapes i de la classificació per punts. Philipp Walsleben (Alpecin-Fenix) i Kristoffer Halvorsen (Uno-X Pro Cycling Team) completaren el podi.

## Equips participants
En aquesta edició hi prendran part 21 equips:
| WorldTeams (5)- AG2R Citroën Team - Cofidis - Team DSM - Groupama-FDJ - Intermarché-Wanty-Gobert Matériaux ProTeams (14)- Alpecin-Fenix - Androni Giocattoli-Sidermec - Arkéa-Samsic - B&B Hotels p/b KTM - Bingoal Pauwels Sauces WB - Burgos-BH - Caja Rural-Seguros RGA - Gazprom-RusVelo - Equipo Kern Pharma - Delko - Rally Cycling - Sport Vlaanderen-Baloise - Total Direct Énergie - Uno-X Pro Cycling Team Equips continentals (2)- Saint Michel-Auber 93 - Xelliss-Roubaix Lille Métropole |
| |

## Etapes
| Etapa    | Data       | Ciutats d'etapa                  | type              | Distància (km) | Desnivell (m) | Vencedor de l'etapa | Líder de la general |
| -------- | ---------- | -------------------------------- | ----------------- | -------------- | ------------- | ------------------- | ------------------- |
| 1a etapa | 27 de maig | Le Genest-Saint-Isle – Ambrières | etapa accidentada | 174,24         | 1.748 m       | Philipp Walsleben   | Philipp Walsleben   |
| 2a etapa | 28 de maig | Vaiges – Évron                   | etapa accidentada | 173,35         | 2.180 m       | Arnaud Démare       | Philipp Walsleben   |
| 3a etapa | 29 de maig | Saint-Berthevin – Craon          | etapa accidentada | 181,68         | 1.668 m       | Arnaud Démare       | Arnaud Démare       |
| 4a etapa | 30 de maig | Méral – Laval                    | etapa accidentada | 180,73         | 1.789 m       | Arnaud Démare       | Arnaud Démare       |

### Etapa 1
| \| Classificació de l'etapa \| Classificació de l'etapa \| Classificació de l'etapa \| Classificació de l'etapa \| Classificació de l'etapa \| \| Corredor \| Corredor \| Equip \| Temps \| \| \| ------------------------ \| ------------------------ \| ------------------------ \| ------------------------ \| ------------------------ \| \| 1r \| Philipp Walsleben \| Alpecin-Fenix \| 3h 59' 48" \| \| \| 2n \| Diego Rubio Hernández \| Burgos-BH \| + 7" \| \| \| 3r \| Arnaud Démare \| Groupama-FDJ \| + 11" \| \| \| 4t \| Kristoffer Halvorsen \| Uno-X Pro Cycling Team \| + 11" \| \| \| 5è \| Bryan Coquard \| B&B Hotels p/b KTM \| + 11" \| \| \| 6è \| Piet Allegaert \| Cofidis \| + 11" \| \| \| 7è \| Marc Sarreau \| AG2R Citroën Team \| + 11" \| \| \| 8è \| Nils Eekhoff \| Team DSM \| + 11" \| \| \| 9è \| Bram Welten \| Arkéa-Samsic \| + 15" \| \| \| 10è \| Jon Aberasturi Izaga \| Caja Rural-Seguros RGA \| + 17" \| \| |                       |                        |            |
| |                       |                        |            |
| Font: ProCyclingStats |                       |                        |            |
| Classificació de l'etapa |                       |                        |            |
| Corredor | Corredor              | Equip                  | Temps      |
| 1r | Philipp Walsleben     | Alpecin-Fenix          | 3h 59' 48" |
| 2n | Diego Rubio Hernández | Burgos-BH              | + 7"       |
| 3r | Arnaud Démare         | Groupama-FDJ           | + 11"      |
| 4t | Kristoffer Halvorsen  | Uno-X Pro Cycling Team | + 11"      |
| 5è | Bryan Coquard         | B&B Hotels p/b KTM     | + 11"      |
| 6è | Piet Allegaert        | Cofidis                | + 11"      |
| 7è | Marc Sarreau          | AG2R Citroën Team      | + 11"      |
| 8è | Nils Eekhoff          | Team DSM               | + 11"      |
| 9è | Bram Welten           | Arkéa-Samsic           | + 15"      |
| 10è | Jon Aberasturi Izaga  | Caja Rural-Seguros RGA | + 17"      |

| \| Classificació general \| Classificació general \| Classificació general \| Classificació general \| Classificació general \| \| Corredor \| Corredor \| Equip \| Temps \| \| \| --------------------- \| --------------------- \| ---------------------- \| --------------------- \| --------------------- \| \| 1r \| Philipp Walsleben \| Alpecin-Fenix \| 3h 59' 33" \| \| \| 2n \| Diego Rubio Hernández \| Burgos-BH \| + 16" \| \| \| 3r \| Arnaud Démare \| Groupama-FDJ \| + 22" \| \| \| 4t \| Kristoffer Halvorsen \| Uno-X Pro Cycling Team \| + 26" \| \| \| 5è \| Bryan Coquard \| B&B Hotels p/b KTM \| + 26" \| \| \| 6è \| Piet Allegaert \| Cofidis \| + 26" \| \| \| 7è \| Marc Sarreau \| AG2R Citroën Team \| + 26" \| \| \| 8è \| Nils Eekhoff \| Team DSM \| + 26" \| \| \| 9è \| Bram Welten \| Arkéa-Samsic \| + 30" \| \| \| 10è \| Jon Aberasturi Izaga \| Caja Rural-Seguros RGA \| + 32" \| \| |                       |                        |            |
| |                       |                        |            |
| Font: ProCyclingStats |                       |                        |            |
| Classificació general |                       |                        |            |
| Corredor | Corredor              | Equip                  | Temps      |
| 1r | Philipp Walsleben     | Alpecin-Fenix          | 3h 59' 33" |
| 2n | Diego Rubio Hernández | Burgos-BH              | + 16"      |
| 3r | Arnaud Démare         | Groupama-FDJ           | + 22"      |
| 4t | Kristoffer Halvorsen  | Uno-X Pro Cycling Team | + 26"      |
| 5è | Bryan Coquard         | B&B Hotels p/b KTM     | + 26"      |
| 6è | Piet Allegaert        | Cofidis                | + 26"      |
| 7è | Marc Sarreau          | AG2R Citroën Team      | + 26"      |
| 8è | Nils Eekhoff          | Team DSM               | + 26"      |
| 9è | Bram Welten           | Arkéa-Samsic           | + 30"      |
| 10è | Jon Aberasturi Izaga  | Caja Rural-Seguros RGA | + 32"      |

### Etapa 2
| \| Classificació de l'etapa \| Classificació de l'etapa \| Classificació de l'etapa \| Classificació de l'etapa \| Classificació de l'etapa \| \| Corredor \| Corredor \| Equip \| Temps \| \| \| ------------------------ \| ------------------------ \| ---------------------------------- \| ------------------------ \| ------------------------ \| \| 1r \| Arnaud Démare \| Groupama-FDJ \| 4h 11' 32" \| \| \| 2n \| Niccolò Bonifazio \| Total Direct Énergie \| + 0" \| \| \| 3r \| Kristoffer Halvorsen \| Uno-X Pro Cycling Team \| + 0" \| \| \| 4t \| Jonas Koch \| Intermarché-Wanty-Gobert Matériaux \| + 0" \| \| \| 5è \| Stanisław Aniołkowski \| Bingoal Pauwels Sauces WB \| + 0" \| \| \| 6è \| Piet Allegaert \| Cofidis \| + 0" \| \| \| 7è \| Matteo Malucelli \| Androni Giocattoli-Sidermec \| + 0" \| \| \| 8è \| Emiel Vermeulen \| Xelliss-Roubaix Lille Métropole \| + 0" \| \| \| 9è \| Jon Aberasturi Izaga \| Caja Rural-Seguros RGA \| + 0" \| \| \| 10è \| Nils Eekhoff \| Team DSM \| + 0" \| \| |                       |                                    |            |
| |                       |                                    |            |
| Font: ProCyclingStats |                       |                                    |            |
| Classificació de l'etapa |                       |                                    |            |
| Corredor | Corredor              | Equip                              | Temps      |
| 1r | Arnaud Démare         | Groupama-FDJ                       | 4h 11' 32" |
| 2n | Niccolò Bonifazio     | Total Direct Énergie               | + 0"       |
| 3r | Kristoffer Halvorsen  | Uno-X Pro Cycling Team             | + 0"       |
| 4t | Jonas Koch            | Intermarché-Wanty-Gobert Matériaux | + 0"       |
| 5è | Stanisław Aniołkowski | Bingoal Pauwels Sauces WB          | + 0"       |
| 6è | Piet Allegaert        | Cofidis                            | + 0"       |
| 7è | Matteo Malucelli      | Androni Giocattoli-Sidermec        | + 0"       |
| 8è | Emiel Vermeulen       | Xelliss-Roubaix Lille Métropole    | + 0"       |
| 9è | Jon Aberasturi Izaga  | Caja Rural-Seguros RGA             | + 0"       |
| 10è | Nils Eekhoff          | Team DSM                           | + 0"       |

| \| Classificació general \| Classificació general \| Classificació general \| Classificació general \| Classificació general \| \| Corredor \| Corredor \| Equip \| Temps \| \| \| --------------------- \| --------------------- \| ---------------------- \| --------------------- \| --------------------- \| \| 1r \| Philipp Walsleben \| Alpecin-Fenix \| 8h 11' 05" \| \| \| 2n \| Arnaud Démare \| Groupama-FDJ \| + 12" \| \| \| 3r \| Diego Rubio Hernández \| Burgos-BH \| + 16" \| \| \| 4t \| Kristoffer Halvorsen \| Uno-X Pro Cycling Team \| + 22" \| \| \| 5è \| Piet Allegaert \| Cofidis \| + 26" \| \| \| 6è \| Nils Eekhoff \| Team DSM \| + 26" \| \| \| 7è \| Niccolò Bonifazio \| Total Direct Énergie \| + 26" \| \| \| 8è \| Marc Sarreau \| AG2R Citroën Team \| + 26" \| \| \| 9è \| Bryan Coquard \| B&B Hotels p/b KTM \| + 26" \| \| \| 10è \| Benoît Cosnefroy \| AG2R Citroën Team \| + 29" \| \| |                       |                        |            |
| |                       |                        |            |
| Font: ProCyclingStats |                       |                        |            |
| Classificació general |                       |                        |            |
| Corredor | Corredor              | Equip                  | Temps      |
| 1r | Philipp Walsleben     | Alpecin-Fenix          | 8h 11' 05" |
| 2n | Arnaud Démare         | Groupama-FDJ           | + 12"      |
| 3r | Diego Rubio Hernández | Burgos-BH              | + 16"      |
| 4t | Kristoffer Halvorsen  | Uno-X Pro Cycling Team | + 22"      |
| 5è | Piet Allegaert        | Cofidis                | + 26"      |
| 6è | Nils Eekhoff          | Team DSM               | + 26"      |
| 7è | Niccolò Bonifazio     | Total Direct Énergie   | + 26"      |
| 8è | Marc Sarreau          | AG2R Citroën Team      | + 26"      |
| 9è | Bryan Coquard         | B&B Hotels p/b KTM     | + 26"      |
| 10è | Benoît Cosnefroy      | AG2R Citroën Team      | + 29"      |

### Etapa 3
| \| Classificació de l'etapa \| Classificació de l'etapa \| Classificació de l'etapa \| Classificació de l'etapa \| Classificació de l'etapa \| \| Corredor \| Corredor \| Equip \| Temps \| \| \| ------------------------ \| ------------------------ \| ------------------------------- \| ------------------------ \| ------------------------ \| \| 1r \| Arnaud Démare \| Groupama-FDJ \| 4h 18' 48" \| \| \| 2n \| Kristoffer Halvorsen \| Uno-X Pro Cycling Team \| + 0" \| \| \| 3r \| Nils Eekhoff \| Team DSM \| + 0" \| \| \| 4t \| Arvid de Kleijn \| Rally Cycling \| + 0" \| \| \| 5è \| Stanisław Aniołkowski \| Bingoal Pauwels Sauces WB \| + 0" \| \| \| 6è \| Piet Allegaert \| Cofidis \| + 0" \| \| \| 7è \| Daniel McLay \| Arkéa-Samsic \| + 0" \| \| \| 8è \| Emiel Vermeulen \| Xelliss-Roubaix Lille Métropole \| + 0" \| \| \| 9è \| Sasha Weemaes \| Sport Vlaanderen-Baloise \| + 0" \| \| \| 10è \| Jon Aberasturi Izaga \| Caja Rural-Seguros RGA \| + 0" \| \| |                       |                                 |            |
| |                       |                                 |            |
| Font: ProCyclingStats |                       |                                 |            |
| Classificació de l'etapa |                       |                                 |            |
| Corredor | Corredor              | Equip                           | Temps      |
| 1r | Arnaud Démare         | Groupama-FDJ                    | 4h 18' 48" |
| 2n | Kristoffer Halvorsen  | Uno-X Pro Cycling Team          | + 0"       |
| 3r | Nils Eekhoff          | Team DSM                        | + 0"       |
| 4t | Arvid de Kleijn       | Rally Cycling                   | + 0"       |
| 5è | Stanisław Aniołkowski | Bingoal Pauwels Sauces WB       | + 0"       |
| 6è | Piet Allegaert        | Cofidis                         | + 0"       |
| 7è | Daniel McLay          | Arkéa-Samsic                    | + 0"       |
| 8è | Emiel Vermeulen       | Xelliss-Roubaix Lille Métropole | + 0"       |
| 9è | Sasha Weemaes         | Sport Vlaanderen-Baloise        | + 0"       |
| 10è | Jon Aberasturi Izaga  | Caja Rural-Seguros RGA          | + 0"       |

| \| Classificació general \| Classificació general \| Classificació general \| Classificació general \| Classificació general \| \| Corredor \| Corredor \| Equip \| Temps \| \| \| --------------------- \| --------------------- \| ---------------------- \| --------------------- \| --------------------- \| \| 1r \| Arnaud Démare \| Groupama-FDJ \| 12h 29' 55" \| \| \| 2n \| Philipp Walsleben \| Alpecin-Fenix \| + 2" \| \| \| 3r \| Kristoffer Halvorsen \| Uno-X Pro Cycling Team \| + 14" \| \| \| 4t \| Bryan Coquard \| B&B Hotels p/b KTM \| + 18" \| \| \| 5è \| Diego Rubio Hernández \| Burgos-BH \| + 18" \| \| \| 6è \| Nils Eekhoff \| Team DSM \| + 20" \| \| \| 7è \| Piet Allegaert \| Cofidis \| + 24" \| \| \| 8è \| Niccolò Bonifazio \| Total Direct Énergie \| + 24" \| \| \| 9è \| Tobias Bayer \| Alpecin-Fenix \| + 26" \| \| \| 10è \| Marc Sarreau \| AG2R Citroën Team \| + 28" \| \| |                       |                        |             |
| |                       |                        |             |
| Font: ProCyclingStats |                       |                        |             |
| Classificació general |                       |                        |             |
| Corredor | Corredor              | Equip                  | Temps       |
| 1r | Arnaud Démare         | Groupama-FDJ           | 12h 29' 55" |
| 2n | Philipp Walsleben     | Alpecin-Fenix          | + 2"        |
| 3r | Kristoffer Halvorsen  | Uno-X Pro Cycling Team | + 14"       |
| 4t | Bryan Coquard         | B&B Hotels p/b KTM     | + 18"       |
| 5è | Diego Rubio Hernández | Burgos-BH              | + 18"       |
| 6è | Nils Eekhoff          | Team DSM               | + 20"       |
| 7è | Piet Allegaert        | Cofidis                | + 24"       |
| 8è | Niccolò Bonifazio     | Total Direct Énergie   | + 24"       |
| 9è | Tobias Bayer          | Alpecin-Fenix          | + 26"       |
| 10è | Marc Sarreau          | AG2R Citroën Team      | + 28"       |

### Etapa 4
| \| Classificació de l'etapa \| Classificació de l'etapa \| Classificació de l'etapa \| Classificació de l'etapa \| Classificació de l'etapa \| \| Corredor \| Corredor \| Equip \| Temps \| \| \| ------------------------ \| ------------------------ \| ------------------------- \| ------------------------ \| ------------------------ \| \| 1r \| Arnaud Démare \| Groupama-FDJ \| 4h 14' 55" \| \| \| 2n \| Daniel McLay \| Arkéa-Samsic \| + 0" \| \| \| 3r \| Bryan Coquard \| B&B Hotels p/b KTM \| + 0" \| \| \| 4t \| Nils Eekhoff \| Team DSM \| + 0" \| \| \| 5è \| Stanisław Aniołkowski \| Bingoal Pauwels Sauces WB \| + 0" \| \| \| 6è \| Niccolò Bonifazio \| Total Direct Énergie \| + 0" \| \| \| 7è \| Kristoffer Halvorsen \| Uno-X Pro Cycling Team \| + 0" \| \| \| 8è \| Jon Aberasturi Izaga \| Caja Rural-Seguros RGA \| + 0" \| \| \| 9è \| Marc Sarreau \| AG2R Citroën Team \| + 0" \| \| \| 10è \| Jordi Warlop \| Sport Vlaanderen-Baloise \| + 0" \| \| |                       |                           |            |
| |                       |                           |            |
| Font: ProCyclingStats |                       |                           |            |
| Classificació de l'etapa |                       |                           |            |
| Corredor | Corredor              | Equip                     | Temps      |
| 1r | Arnaud Démare         | Groupama-FDJ              | 4h 14' 55" |
| 2n | Daniel McLay          | Arkéa-Samsic              | + 0"       |
| 3r | Bryan Coquard         | B&B Hotels p/b KTM        | + 0"       |
| 4t | Nils Eekhoff          | Team DSM                  | + 0"       |
| 5è | Stanisław Aniołkowski | Bingoal Pauwels Sauces WB | + 0"       |
| 6è | Niccolò Bonifazio     | Total Direct Énergie      | + 0"       |
| 7è | Kristoffer Halvorsen  | Uno-X Pro Cycling Team    | + 0"       |
| 8è | Jon Aberasturi Izaga  | Caja Rural-Seguros RGA    | + 0"       |
| 9è | Marc Sarreau          | AG2R Citroën Team         | + 0"       |
| 10è | Jordi Warlop          | Sport Vlaanderen-Baloise  | + 0"       |

## Classificacions finals

### Classificació final
| \| Classificació general \| Classificació general \| Classificació general \| Classificació general \| Classificació general \| \| Corredor \| Corredor \| Equip \| Temps \| \| \| --------------------- \| --------------------- \| ---------------------- \| --------------------- \| --------------------- \| \| 1r \| Arnaud Démare \| Groupama-FDJ \| 16h 44' 40" \| \| \| 2n \| Philipp Walsleben \| Alpecin-Fenix \| + 17" \| \| \| 3r \| Kristoffer Halvorsen \| Uno-X Pro Cycling Team \| + 24" \| \| \| 4t \| Bryan Coquard \| B&B Hotels p/b KTM \| + 24" \| \| \| 5è \| Diego Rubio Hernández \| Burgos-BH \| + 28" \| \| \| 6è \| Nils Eekhoff \| Team DSM \| + 30" \| \| \| 7è \| Niccolò Bonifazio \| Total Direct Énergie \| + 34" \| \| \| 8è \| Daniel McLay \| Arkéa-Samsic \| + 34" \| \| \| 9è \| Tobias Bayer \| Alpecin-Fenix \| + 36" \| \| \| 10è \| Marc Sarreau \| AG2R Citroën Team \| + 38" \| \| |                       |                        |             |
| |                       |                        |             |
| Font: ProCyclingStats |                       |                        |             |
| Classificació general |                       |                        |             |
| Corredor | Corredor              | Equip                  | Temps       |
| 1r | Arnaud Démare         | Groupama-FDJ           | 16h 44' 40" |
| 2n | Philipp Walsleben     | Alpecin-Fenix          | + 17"       |
| 3r | Kristoffer Halvorsen  | Uno-X Pro Cycling Team | + 24"       |
| 4t | Bryan Coquard         | B&B Hotels p/b KTM     | + 24"       |
| 5è | Diego Rubio Hernández | Burgos-BH              | + 28"       |
| 6è | Nils Eekhoff          | Team DSM               | + 30"       |
| 7è | Niccolò Bonifazio     | Total Direct Énergie   | + 34"       |
| 8è | Daniel McLay          | Arkéa-Samsic           | + 34"       |
| 9è | Tobias Bayer          | Alpecin-Fenix          | + 36"       |
| 10è | Marc Sarreau          | AG2R Citroën Team      | + 38"       |

### Classificacions secundàries
| Classificació per punts | Classificació per punts | Classificació per punts   | Classificació per punts | Classificació per punts |
| Corredor                | Corredor                | Equip                     | Punts                   |                         |
| ----------------------- | ----------------------- | ------------------------- | ----------------------- | ----------------------- |
| 1r                      | Arnaud Démare           | Groupama-FDJ              | 92 pts                  |                         |
| 2n                      | Kristoffer Halvorsen    | Uno-X Pro Cycling Team    | 59 pts                  |                         |
| 3r                      | Bryan Coquard           | B&B Hotels p/b KTM        | 45 pts                  |                         |
| 4t                      | Nils Eekhoff            | Team DSM                  | 44 pts                  |                         |
| 5è                      | Stanisław Aniołkowski   | Bingoal Pauwels Sauces WB | 36 pts                  |                         |
| 6è                      | Philipp Walsleben       | Alpecin-Fenix             | 35 pts                  |                         |
| 7è                      | Niccolò Bonifazio       | Total Direct Énergie      | 30 pts                  |                         |
| 8è                      | Piet Allegaert          | Cofidis                   | 30 pts                  |                         |
| 9è                      | Daniel McLay            | Arkéa-Samsic              | 29 pts                  |                         |
| 10è                     | Jon Aberasturi Izaga    | Caja Rural-Seguros RGA    | 27 pts                  |                         |

| Classificació per punts | Classificació per punts | Classificació per punts   | Classificació per punts | Classificació per punts |
| Corredor                | Corredor                | Equip                     | Punts                   |                         |
| ----------------------- | ----------------------- | ------------------------- | ----------------------- | ----------------------- |
| 1r                      | Arnaud Démare           | Groupama-FDJ              | 92 pts                  |                         |
| 2n                      | Kristoffer Halvorsen    | Uno-X Pro Cycling Team    | 59 pts                  |                         |
| 3r                      | Bryan Coquard           | B&B Hotels p/b KTM        | 45 pts                  |                         |
| 4t                      | Nils Eekhoff            | Team DSM                  | 44 pts                  |                         |
| 5è                      | Stanisław Aniołkowski   | Bingoal Pauwels Sauces WB | 36 pts                  |                         |
| 6è                      | Philipp Walsleben       | Alpecin-Fenix             | 35 pts                  |                         |
| 7è                      | Niccolò Bonifazio       | Total Direct Énergie      | 30 pts                  |                         |
| 8è                      | Piet Allegaert          | Cofidis                   | 30 pts                  |                         |
| 9è                      | Daniel McLay            | Arkéa-Samsic              | 29 pts                  |                         |
| 10è                     | Jon Aberasturi Izaga    | Caja Rural-Seguros RGA    | 27 pts                  |                         |

| Classificació de la muntanya | Classificació de la muntanya | Classificació de la muntanya       | Classificació de la muntanya | Classificació de la muntanya |
| Corredor                     | Corredor                     | Equip                              | Punts                        |                              |
| ---------------------------- | ---------------------------- | ---------------------------------- | ---------------------------- | ---------------------------- |
| 1r                           | Jhonatan Restrepo Valencia   | Androni Giocattoli-Sidermec        | 36 pts                       |                              |
| 2n                           | Roger Adrià Oliveras         | Equipo Kern Pharma                 | 34 pts                       |                              |
| 3r                           | Stan Dewulf                  | AG2R Citroën Team                  | 31 pts                       |                              |
| 4t                           | Maxime Urruty                | Xelliss-Roubaix Lille Métropole    | 30 pts                       |                              |
| 5è                           | Tobias Bayer                 | Alpecin-Fenix                      | 30 pts                       |                              |
| 6è                           | Morne van Niekerk            | Saint Michel-Auber 93              | 22 pts                       |                              |
| 7è                           | Francisco Galván Fernández   | Equipo Kern Pharma                 | 13 pts                       |                              |
| 8è                           | Alexandre Delettre           | Delko                              | 12 pts                       |                              |
| 9è                           | Benoît Cosnefroy             | AG2R Citroën Team                  | 12 pts                       |                              |
| 10è                          | Ludwig De Winter             | Intermarché-Wanty-Gobert Matériaux | 12 pts                       |                              |

| Classificació de la muntanya | Classificació de la muntanya | Classificació de la muntanya       | Classificació de la muntanya | Classificació de la muntanya |
| Corredor                     | Corredor                     | Equip                              | Punts                        |                              |
| ---------------------------- | ---------------------------- | ---------------------------------- | ---------------------------- | ---------------------------- |
| 1r                           | Jhonatan Restrepo Valencia   | Androni Giocattoli-Sidermec        | 36 pts                       |                              |
| 2n                           | Roger Adrià Oliveras         | Equipo Kern Pharma                 | 34 pts                       |                              |
| 3r                           | Stan Dewulf                  | AG2R Citroën Team                  | 31 pts                       |                              |
| 4t                           | Maxime Urruty                | Xelliss-Roubaix Lille Métropole    | 30 pts                       |                              |
| 5è                           | Tobias Bayer                 | Alpecin-Fenix                      | 30 pts                       |                              |
| 6è                           | Morne van Niekerk            | Saint Michel-Auber 93              | 22 pts                       |                              |
| 7è                           | Francisco Galván Fernández   | Equipo Kern Pharma                 | 13 pts                       |                              |
| 8è                           | Alexandre Delettre           | Delko                              | 12 pts                       |                              |
| 9è                           | Benoît Cosnefroy             | AG2R Citroën Team                  | 12 pts                       |                              |
| 10è                          | Ludwig De Winter             | Intermarché-Wanty-Gobert Matériaux | 12 pts                       |                              |

| Classificació per punts | Classificació per punts | Classificació per punts   | Classificació per punts | Classificació per punts |
| Corredor                | Corredor                | Equip                     | Punts                   |                         |
| ----------------------- | ----------------------- | ------------------------- | ----------------------- | ----------------------- |
| 1r                      | Arnaud Démare           | Groupama-FDJ              | 92 pts                  |                         |
| 2n                      | Kristoffer Halvorsen    | Uno-X Pro Cycling Team    | 59 pts                  |                         |
| 3r                      | Bryan Coquard           | B&B Hotels p/b KTM        | 45 pts                  |                         |
| 4t                      | Nils Eekhoff            | Team DSM                  | 44 pts                  |                         |
| 5è                      | Stanisław Aniołkowski   | Bingoal Pauwels Sauces WB | 36 pts                  |                         |
| 6è                      | Philipp Walsleben       | Alpecin-Fenix             | 35 pts                  |                         |
| 7è                      | Niccolò Bonifazio       | Total Direct Énergie      | 30 pts                  |                         |
| 8è                      | Piet Allegaert          | Cofidis                   | 30 pts                  |                         |
| 9è                      | Daniel McLay            | Arkéa-Samsic              | 29 pts                  |                         |
| 10è                     | Jon Aberasturi Izaga    | Caja Rural-Seguros RGA    | 27 pts                  |                         |

| Classificació per punts | Classificació per punts | Classificació per punts   | Classificació per punts | Classificació per punts |
| Corredor                | Corredor                | Equip                     | Punts                   |                         |
| ----------------------- | ----------------------- | ------------------------- | ----------------------- | ----------------------- |
| 1r                      | Arnaud Démare           | Groupama-FDJ              | 92 pts                  |                         |
| 2n                      | Kristoffer Halvorsen    | Uno-X Pro Cycling Team    | 59 pts                  |                         |
| 3r                      | Bryan Coquard           | B&B Hotels p/b KTM        | 45 pts                  |                         |
| 4t                      | Nils Eekhoff            | Team DSM                  | 44 pts                  |                         |
| 5è                      | Stanisław Aniołkowski   | Bingoal Pauwels Sauces WB | 36 pts                  |                         |
| 6è                      | Philipp Walsleben       | Alpecin-Fenix             | 35 pts                  |                         |
| 7è                      | Niccolò Bonifazio       | Total Direct Énergie      | 30 pts                  |                         |
| 8è                      | Piet Allegaert          | Cofidis                   | 30 pts                  |                         |
| 9è                      | Daniel McLay            | Arkéa-Samsic              | 29 pts                  |                         |
| 10è                     | Jon Aberasturi Izaga    | Caja Rural-Seguros RGA    | 27 pts                  |                         |

| Classificació per equips | Classificació per equips | Classificació per equips | Classificació per equips |
| Equip                    | Equip                    | Temps                    |                          |
| ------------------------ | ------------------------ | ------------------------ | ------------------------ |
| 1r                       | Caja Rural-Seguros RGA   | 56h 04' 30"              |                          |
| 2n                       | Movistar Team            | + 37"                    |                          |
| 3r                       | Ineos Grenadiers         | + 5' 56"                 |                          |
| 4t                       | Trek-Segafredo           | + 6' 17"                 |                          |
| 5è                       | Team BikeExchange        | + 7' 04"                 |                          |
| 6è                       | Astana-Premier Tech      | + 9' 06"                 |                          |
| 7è                       | Jumbo-Visma              | + 9' 16"                 |                          |
| 8è                       | Euskaltel-Euskadi        | + 10' 53"                |                          |
| 9è                       | Burgos-BH                | + 14' 58"                |                          |
| 10è                      | Israel Start-Up Nation   | + 17' 28"                |                          |

| Classificació per equips | Classificació per equips | Classificació per equips | Classificació per equips |
| Equip                    | Equip                    | Temps                    |                          |
| ------------------------ | ------------------------ | ------------------------ | ------------------------ |
| 1r                       | Caja Rural-Seguros RGA   | 56h 04' 30"              |                          |
| 2n                       | Movistar Team            | + 37"                    |                          |
| 3r                       | Ineos Grenadiers         | + 5' 56"                 |                          |
| 4t                       | Trek-Segafredo           | + 6' 17"                 |                          |
| 5è                       | Team BikeExchange        | + 7' 04"                 |                          |
| 6è                       | Astana-Premier Tech      | + 9' 06"                 |                          |
| 7è                       | Jumbo-Visma              | + 9' 16"                 |                          |
| 8è                       | Euskaltel-Euskadi        | + 10' 53"                |                          |
| 9è                       | Burgos-BH                | + 14' 58"                |                          |
| 10è                      | Israel Start-Up Nation   | + 17' 28"                |                          |

## Evolució de les classificacions
| Etapa                  | Vencedor               | Classificació general | Classificació per punts | Classificació de la muntanya | Classificació dels joves | Classificació per equips |
| ---------------------- | ---------------------- | --------------------- | ----------------------- | ---------------------------- | ------------------------ | ------------------------ |
| 1                      | Philipp Walsleben      | Philipp Walsleben     | Philipp Walsleben       | Maxime Urruty                | Nils Eekhoff             | Alpecin-Fenix            |
| 2                      | Arnaud Démare          | Philipp Walsleben     | Arnaud Démare           | Maxime Urruty                | Nils Eekhoff             | B&B Hotels p/b KTM       |
| 3                      | Arnaud Démare          | Arnaud Démare         | Arnaud Démare           | Maxime Urruty                | Nils Eekhoff             | Alpecin-Fenix            |
| 4                      | Arnaud Démare          | Arnaud Démare         | Arnaud Démare           | Jhonatan Restrepo            | Nils Eekhoff             | Delko                    |
| Classificacions finals | Classificacions finals | Arnaud Démare         | Arnaud Démare           | Jhonatan Restrepo            | Nils Eekhoff             | Delko                    |